# Tab Hunter Confidential
Tab Hunter Confidential (br: Tab Hunter - Confidencial) é um filme estadunidense de 2015, do gênero documentário,  dirigido por Jeffrey Schwarz. O filme conta a história do ator Tab Hunter, e é inspirado em sua autobiografia de mesmo nome.

## Elenco
- Tab Hunter	...	Ele mesmo
- Clint Eastwood	...	Ele mesmo
- Portia de Rossi	...	Ela mesma
- Paul Newman	...	Ele mesmo (arquivo de imagens)
- James Dean	...	Ele mesmo (arquivo de imagens)
- Natalie Wood ...	Ela mesma (arquivo de imagens)
- Debbie Reynolds	...	Ela mesma
- Robert Wagner	...	Ele mesmo
- Anthony Perkins	...	Ele mesmo (arquivo de imagens)
- Noah Wyle	...	Ele mesmo
- Rock Hudson	...	Ele mesmo (arquivo de imagens)
- John Waters	...	Ele mesmo
- Lainie Kazan	...	Ela mesma
- George Takei	...	Ele mesmo
- Connie Stevens	...	Ela mesma

## Prêmios e indicações
2016: GLAAD Media Awards
1. Melhor Documentário (indicado)[2]